# Пексан, Анри-Жозеф
Анри́-Жозе́ф Пекса́н (фр. Henri-Joseph Paixhans; 22 января 1783, Мец — 22 августа 1854, Jouy-aux-Arches) — французский генерал, военный инженер и изобретатель, автор ряда работ по артиллерии.
По окончании курса Политехнической школы поступил на службу во флот (1803 год). Участвовал в походах императорской армии на Австрию, Пруссию и Россию. 
Пексан изобрел новое орудие, названное его именем и произведшее переворот в вооружении осадной и флотской артиллерии.

## Труды
Наиболее известны:
- «Considérations sur l’artillerie des places et sur les ameliorations dont elle paraît susceptible» (Париж, 1815);
- «Nouvelle force maritime et application de cette force à quelques parties du service de l’armée de terre» (П., 1822),
- «Constitution militaire de la France» (1849).